# Krotonil-KoA reduktaza
Krotonil-KoA reduktaza (EC 1.3.1.86, butirilna dehidrogenaza, nezasićeni acil-KoA reduktaza, etilenska reduktaza, enoil-koenzim A reduktaza, nezasićeni acil koenzim A reduktaza, butirilni koenzim A dehidrogenaza, kratkolančani acil KoA dehidrogenaza, kratkolančani acil-koenzim A dehidrogenaza, 3-hidroksiacilna KoA reduktaza, butanoil-KoA:(akceptor) 2,3-oksidoreduktaza, CCR) je enzim sa sistematskim imenom butanoil-KoA:+ 2,3-oksidoreduktaza. Ovaj enzim katalizuje sledeću hemijsku reakciju
butanoil-KoA + + {\displaystyle \rightleftharpoons } (E)-but-2-enoil-KoA + +
Ovaj enzim katalizuje reakciju u reverznom smeru. Ovaj enzim iz Streptomyces collinus je specifičan za (E)-but-2-enoil-KoA, i smatra se da formira butanoil-KoA kao početnu jedinicu za biosintezu pravolančanih masnih kiselina.

## Literatura
- Nicholas C. Price; Lewis Stevens (1999). Fundamentals of Enzymology: The Cell and Molecular Biology of Catalytic Proteins (Third изд.). USA: Oxford University Press. ISBN 019850229X.
- Eric J. Toone (2006). Advances in Enzymology and Related Areas of Molecular Biology, Protein Evolution (Volume 75 изд.). Wiley-Interscience. ISBN 0471205036.
- Branden C; Tooze J. Introduction to Protein Structure. New York, NY: Garland Publishing. ISBN 0-8153-2305-0.
- Irwin H. Segel. Enzyme Kinetics: Behavior and Analysis of Rapid Equilibrium and Steady-State Enzyme Systems (Book 44 изд.). Wiley Classics Library. ISBN 0471303097.

## Spoljašnje veze
- Crotonyl-CoA+reductase на 